# رنا جعفر ياسين
رنا جعفر ياسين (21 أبريل 1980-)، فنانة تشكيلية وشاعرة عراقية، صدرت لها سبعة مجاميع شعرية، أحدثها (للغواية قواميسها: ولك احتمالات البياض)، وقبلها (مقصلة بلون جدائلي) الصادرة عن دار سنابل للكتاب في العاصمة المصرية القاهرة. وقبلها مجموعتين أخرى ين هما (طفولة تبكي على حجر) التي صدرت في بغداد 2006 عن الاتحاد العام للادباء والكتاب في العراق، و(مسامير في ذاكرة) القاهرة 2007 عن دار المحروسة وضمت قصيدة (الحرب تنهض من موتها) والتي نالت عليها جائزة نازك الملائكة التي نظمها منتدى نازك الملائكة في الاتحاد العام للادباء والكتاب في العراق 2008. بالإضافة إلى نشاطها الشعري، عملت رنا في الإعلام معدة ومقدمة برامج ثقافية.

## مشاركتها في الدراما العراقية
شاركت الشاعرة والفنانة رنا جعفر ياسين في بطولة المسلسل العراقي (بغداد الجديدة) كأول تجربة درامية لها كما كانت لها تجربة سابقة في تقديم البرامج إضافة إلى نشاطها على وسائل التواصل الإجتماعي.